# Downbeat Club (New York)
Ne doit pas être confondu avec DownBeat.
Downbeat Club (Club des temps forts, en anglais) est un ancien club de jazz de la 52e Rue de Manhattan à New York. 

## Histoire
Ce club de jazz est un des anciens hauts-lieux emblématiques du jazz new-yorkais, fondé au 66 de la 52e Rue de Manhattan  (surnommée Swing Street, The street of jazz, la Rue du Jazz) en raison des nombreux clubs de jazz qu'elle comptait entre les années 1930 et les  années 1960 (liste de clubs de jazz new-yorkais).
De nombreuses stars du jazz s'y sont produites, dont :
Ella Fitzgerald, Billie Holiday, Charlie Parker, Dizzy Gillespie, Miles Davis, Art Tatum...

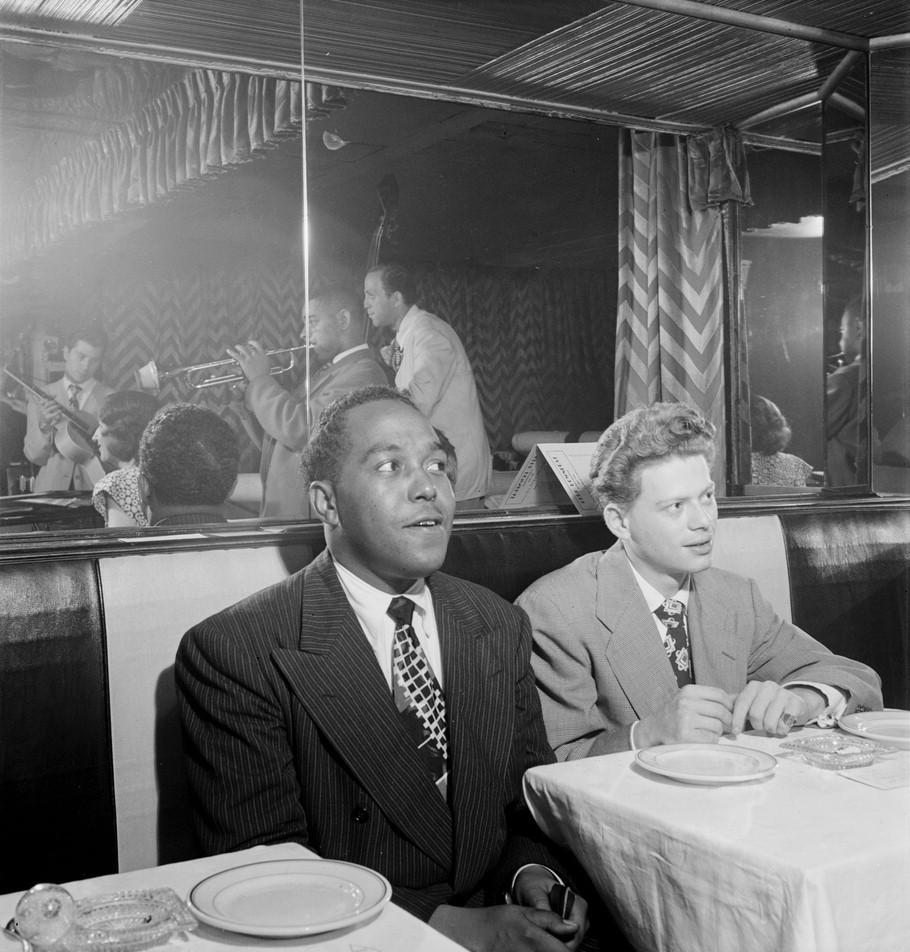
Charlie Parker
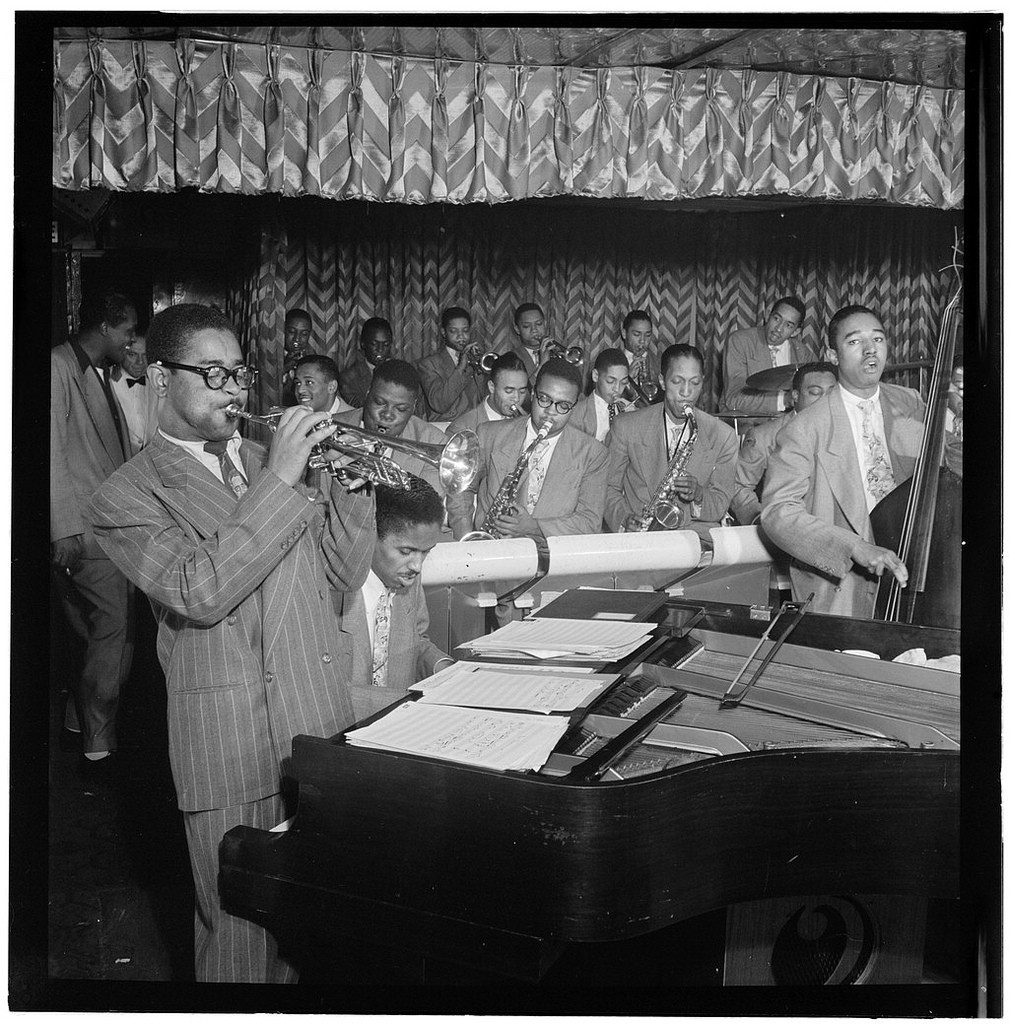
Dizzy Gillespie et Miles Davis
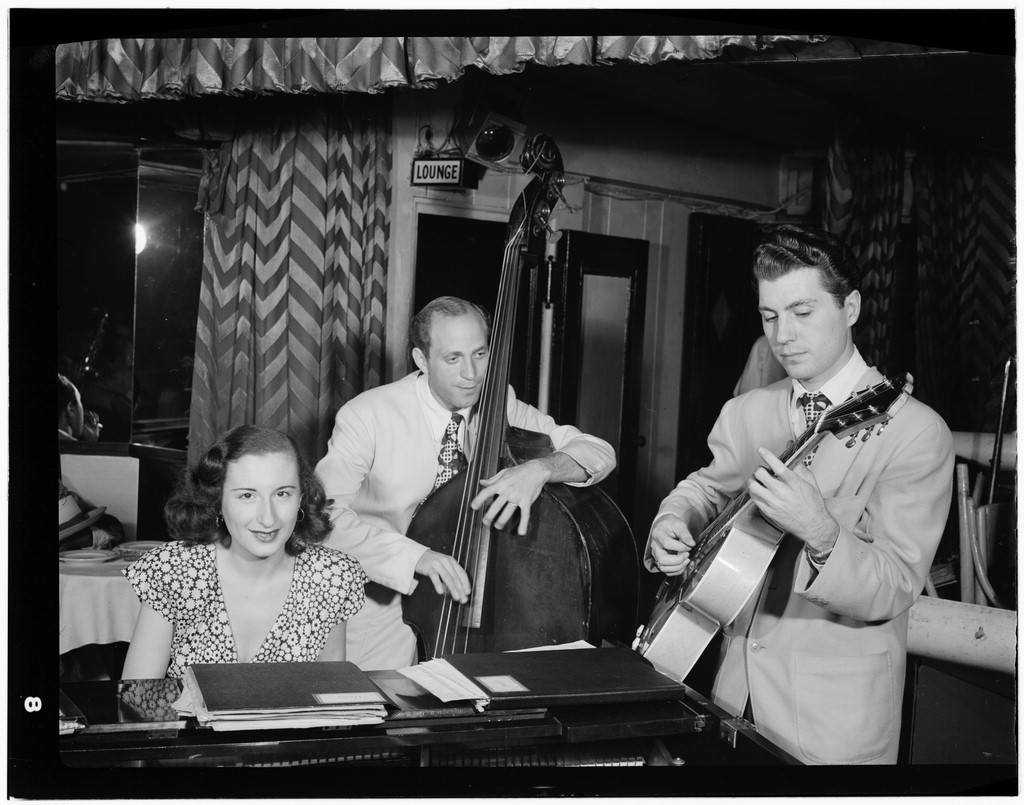
Barbara Carroll, Clyde Lombardi (en), et Chuck Wayne

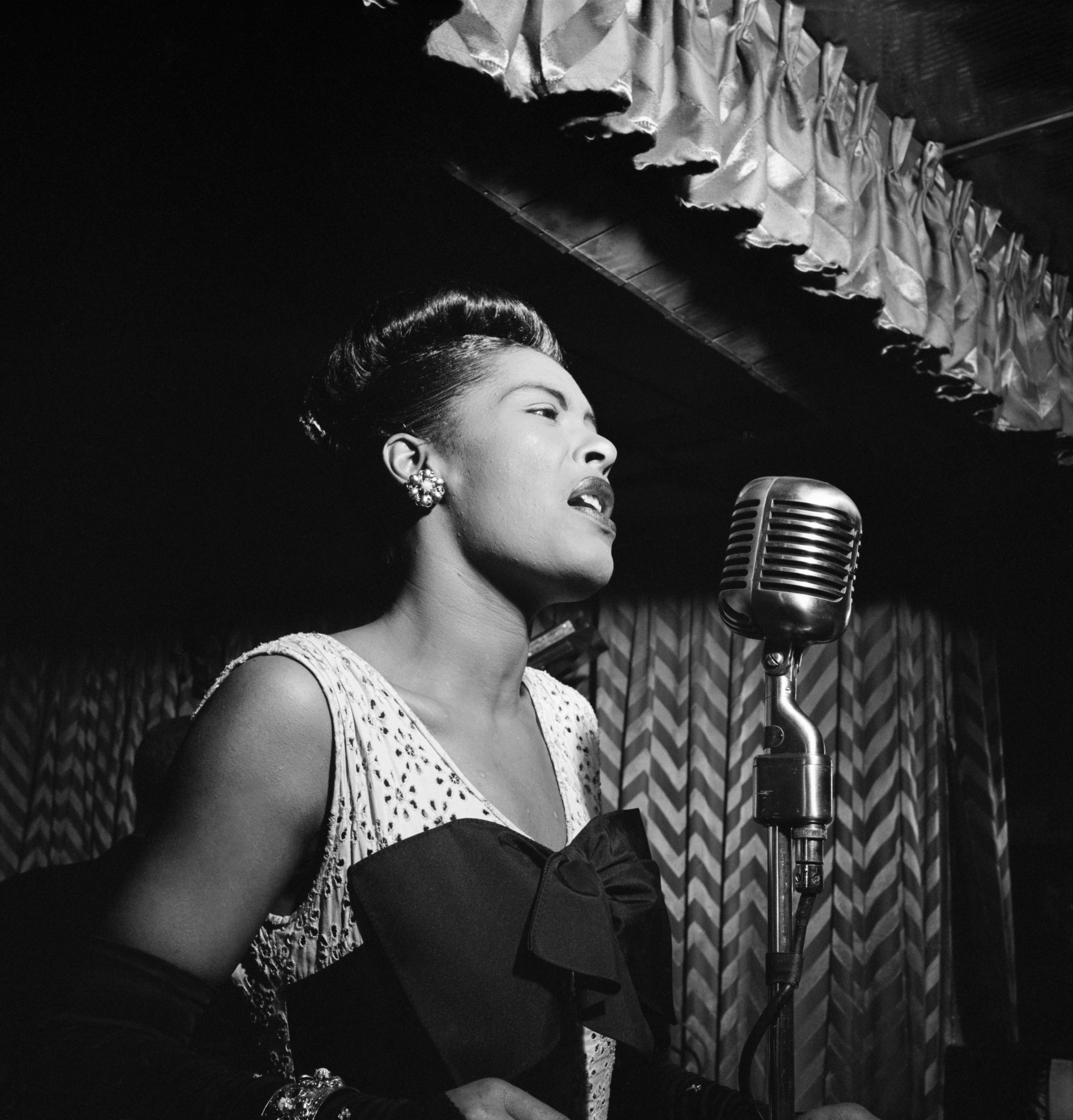
Billie Holiday
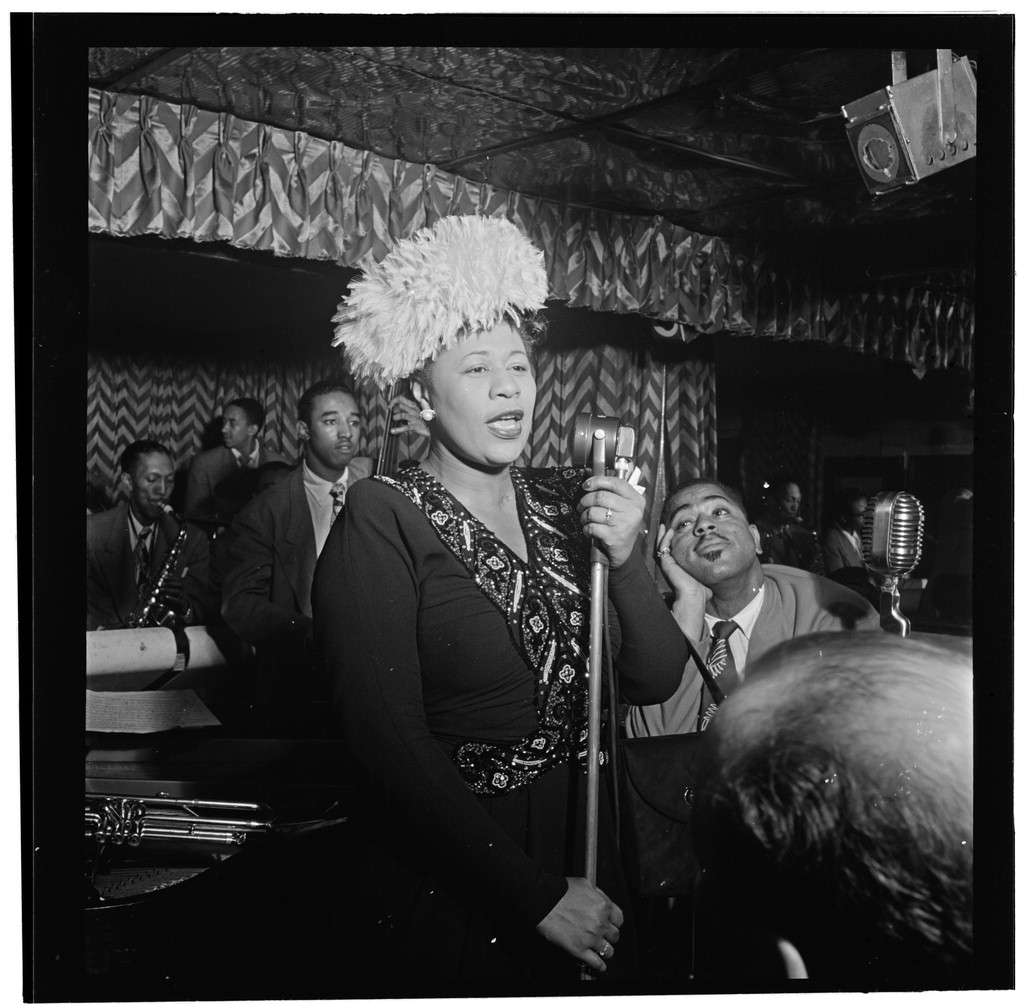
Ella Fitzgerald, et Dizzy Gillespie
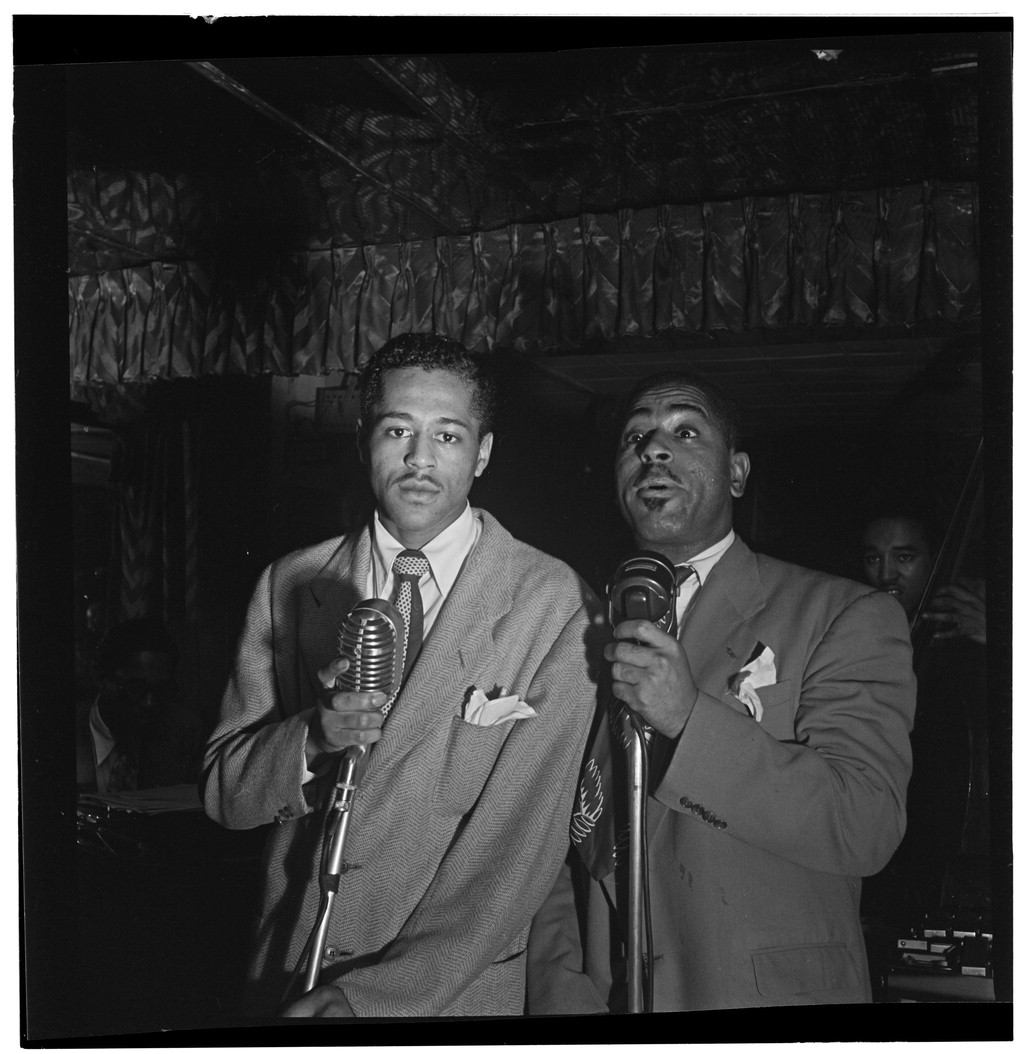
Kenny Hagood et Dizzy Gillespie

## Magazine de jazz
Le magazine de jazz et de blues DownBeat de Chicago a également pris ce nom depuis 1934. 